# غياثي (فسارود)
غياثي (بالفارسية: غیاثی) هي قرية تقع في إيران في البلدة المركزية. يقدر عدد سكانها بـ 518 نسمة .